# 弯曲模量
弯曲模量（flexural modulus）為一力學名詞．是指在一材料弯曲變形，或是可能會彎曲的情形下應力和應變的比值。弯曲模量可以用弯曲測試（ASTM D 790）下應力應變曲線的斜率，其單位是面積面積下的力，弯曲模量是內含性質。

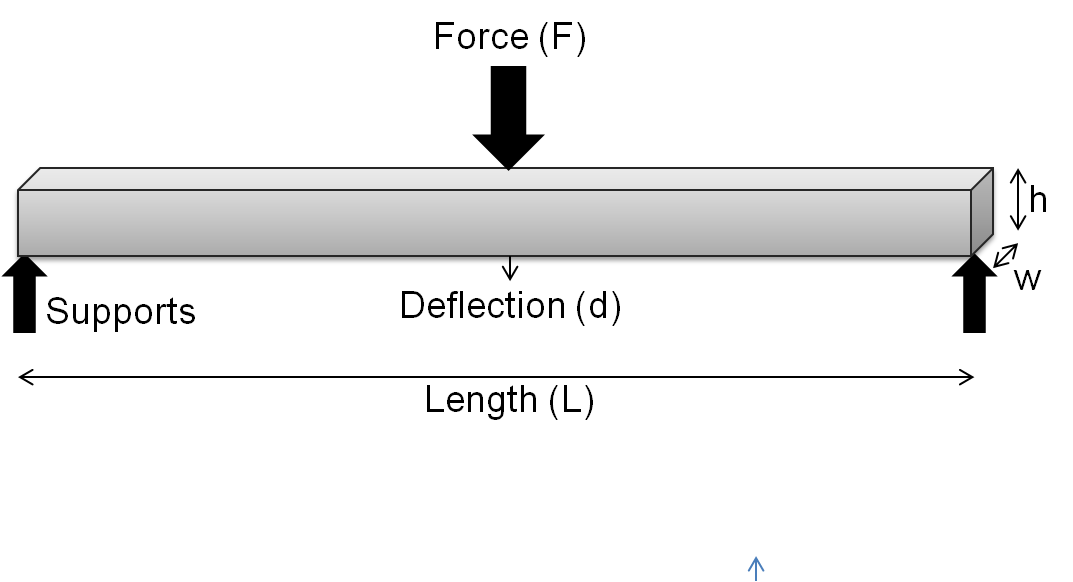
弯曲模量量測

右圖是一個長方形樑的三點測試，寬度為w，高度為h，L是外側兩個支持點之間的距離，d是因為在中間受力F而產生的形變，其弯曲模量為：
{\displaystyle E_{\mathrm {bend} }={\frac {L^{3}F}{4wh^{3}d}}}
針對線性的樑理論{\displaystyle d={\frac {L^{3}F}{48IE}}}
針對長方形的樑，{\displaystyle I={\frac {1}{12}}wh^{3}}
因此
{\displaystyle E_{\mathrm {bend} }=E}（弹性模量）
若是各向同性材料（像是玻璃、金屬或是塑膠）上施加很小的應變。其彎曲弹性模量等於拉伸模量（杨氏模量）或是壓縮模量。不過若是像木材之類的各向異性材料，各模量不一定相等。複合材料（像纖維強化塑膠）或是生物組織是二種或多種材料的異質組合，各自有其材料特質，因此其弯曲模量、拉伸模量及壓縮模量可能都不相同。